# جوشوا جونسون
جوشوا جونسون (بالإنجليزية: Joshua Johnson)‏ (1 يناير 1884 في المملكة المتحدة - ) هو لاعب كرة قدم بريطاني (وحمل سابقاً جنسية المملكة المتحدة لبريطانيا العظمى وأيرلندا) في مركز حراسة المرمى. لعب مع أستون فيلا وكريستال بالاس ونادي بليموث أرجايل ونوتينغهام فورست وساتون يونايتد.